# Errors
Errors è un gruppo musicale formato in Scozia nel 2004.

## Storia
La band fu formata nel 2004 da Simon Ward, Greg Paterson e Stephen Livingstone a Glasgow. Il progetto era di formare una band prevalentemente elettronica, ma successivamente il gruppo decise di utilizzare anche le chitarra. A loro si aggiunse come batterista Greg Paterson. 
Il gruppo fu subito notato dai Mogwai, band proveniente anch'essa da Glasgow. Infatti, nel 2006 gli Errors pubblicarono il loro primo EP "How Clean Is Your Acid House?" con l'etichetta Rock Action Records, casa discografica gestita appunto dai Mogwai. 
La canzone "Mr. Milk" fu utilizzata dal Canale 5 inglese come sigla per spettacoli drammatici.
Nel giugno 2008, gli Errors pubblicarono il loro primo album intitolato "Its Not Something But It Is Like Whatever Was". L'album riscosse svariate critiche positive, così il gruppo decise di iniziare a lavorare per un nuovo album.
Nel 2010 uscì il secondo album, "Come Down With Me", che anch'esso riscosse critiche positive grazie al singolo "A Rumour In Africa".
Sempre nel 2010 fu pubblicato l'EP "Celebrity Come Down With Me", album di remix fatti ai pezzi del loro secondo album.
Tra l'aprile ed il maggio 2011 gli Errors fecero un tour negli U.S.A. ed in Canada come gruppo spalla dei Mogwai.

## Discografia

### Album
- 2008: It's Not Something But It Is Like Whatever (Rock Action Records)
- 2010: Come Down with Me (Rock Action Records)

### EP
- 2006: How Clean Is Your Acid House? (Rock Action Records)
- 2010: Celebrity Come Down With Me  (Rock Action Records)

### Singoli
- "Hans Herman" / "Ah-ah-ah" (2005, Rock Action Records)
- "H.E.B.S." / "Fly For" (Split 7" Single with Findo Gask) (2005, Too Many Fireworks)
- "Salut! France" / "Maeve Binchey" (2007, Rock Action Records)
- "Toes" / "Period Drama" (2008, Rock Action Records)
- "Pump" (Edit) / "Toes" (Dolby Anol remix) (2008, Rock Action Records)
- "A Rumour In Africa" (2010, Rock Action Records)
- "Magna Encarta" / "Ganymede" (2011, Rock Action Records)

## Formazione
- Simon Ward - chitarra, tastiere, sintetizzatori
- Greg Paterson - chitarra
- Stephen Livingstone - chitarra, tastiere, sintetizzatori
- James Hamilton - batteria